# Takahiro Ōhashi
Pour les articles homonymes, voir Ōhashi.
Takahiro Ōhashi (大橋 貴洸, Ōhashi Takahiro) est un joueur de shōgi professionnel japonais né le 22 septembre 1992 à Shingu dans la préfecture de Wakayama.

## Biographie et carrière
Takahiro Ōhashi est né en septembre 1992 à Shingu. En 2015, il est finaliste du tournoi Shinjin-Ō réservé aux jeunes joueurs.
Il est devenu professionnel avec un classement de 4e dan en octobre 2016 à l'âge de 24 ans, après avoir terminé deuxième du tournoi des 3e dan (avril-septembre 2016) avec 12 victoires et 6 défaites.
Il est classé 7e dan à partir de février 2023.
Sawada est qualifié pour le tournoi de classement B1 du tournoi Meijin à partir de la saison 2023-2024.